# Kibaha (huyện)
Kibaha là một huyện thuộc vùng Pwani, Tanzania. Thủ phủ của huyện Kibaha đóng tại Kibaha. Huyện Kibaha có diện tích 1812 ki lô mét vuông. Đến thời điểm điều tra dân số ngày 25 tháng 8 năm 2002, huyện Kibaha có dân số 131242 người.